# Moirae
Moirae (Ursitoarele) au fost în mitologia greacă fiice ale lui Zeus și ale zeiței Themis, care controlau destinul tuturor oamenilor, din momentul nașterii și până la moarte. Numele lor erau: Clothos, Lachesis si Atropos.

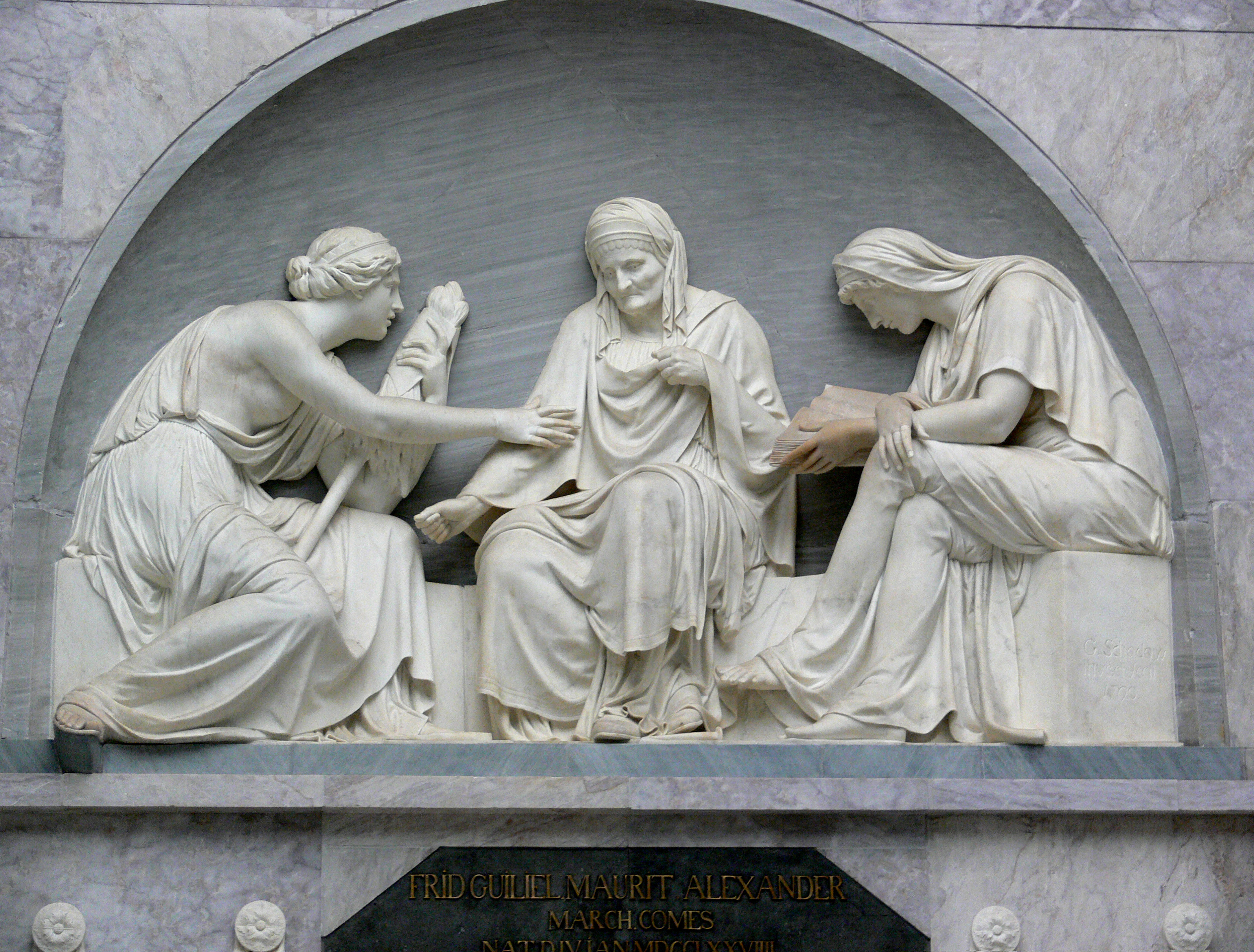
Cele trei Moirae. Alte Nationalgalerie, Berlin.

## Mitologie
Chiar dacă zeii erau considerați nemuritori, până și puternica Hera avea motive să se teamă de puterea Ursitoarelor.
În vechime erau descrise ca niște babe urâte, reci și neiertătoare. Nimic nu putea schimba destinul, iar când Atropos a tăiat firul vieții regelui Admetus, din Thesalia, zeul Apollo, care îi fusese păstor în timpul izgonirii din Olimp, s-a rugat să îi redea viața. Moirele nu puteau să modifice firul destinului, dar au promis că regele va trăi numai dacă altcineva îi va lua locul în tărâmul lui Hades. Soția lui Admetus, Alcestis s-a oferit să ia locul soțului său, dar Heracle prezent ca oaspete în casa regelui, reușește să o salveze și să reunească familia regelui Admetus.